# Polygonales
A Polygonales (keserűfű-virágúak) a zárvatermő növények egy rendje volt, amit számos korábbi növényrendszertan elismert, köztük a Wettstein-rendszer (1935), az Engler-rendszer (1964), a Dahlgren-rendszer és a Cronquist-rendszer (1981). Tipikus leírása így festett: 
- Polygonales rend
Polygonaceae család

Ezekben a rendszertanokban a rendet általában a Caryophyllales (vagy elődje, a Centrospermae) közelében helyezték el. Cronquist a rendet a 3 rendből álló Caryophyllidae alosztályba helyezte.
Sem az APG-II, APG-III, sem pedig az APG-IV filogenetikai osztályozásban ez a rend nem szerepel. A Caryophyllales rendbe lett besorolva a Polygonaceae család.

## Linkek
Polygonales - non-core Caryophyllales